# Фернанду Агуштінью да Кошта
Фернанду Агуштінью да Кошта (порт. Fernando Agostinho da Costa, нар. 10 жовтня 1981, Луанда), відомий як Шара (порт. Xara) — ангольський футболіст, що грав на позиції центрального півзахисника, зокрема за «Петру Атлетіку» та національну збірну Анголи.

## Клубна кар'єра
У дорослому футболі дебютував 2002 року виступами за команду «Петру Атлетіку», у якій провів чотирнадцять сезонів.
Завершував ігрову кар'єру протягом 2017—2018 років у складі «Рекреатіву ду Ліболу», «Бравуш ду Макуіш» та «Саурімо».

## Виступи за збірну
2006 року дебютував в офіційних матчах у складі національної збірної Анголи.
У складі збірної був учасником домашнього для ангольців Кубка африканських націй 2010 року.
Загалом протягом кар'єри у національній команді, яка тривала 9 років, провів у її формі 43 матчі.